# Spörer (cráter)
Spörer es un cráter de impacto lunar que se encuentra justo al norte del cráter Herschel y al sureste del cráter inundado de lava Flammarion. Al sureste se halla Gyldén, y al noreste se localiza Réaumur.
El suelo de este cráter ha sido inundado por la lava basáltica, dejando tan solo un borde un poco sobresaliente sobre la superficie. El estrecho brocal es aproximadamente circular, pero muy irregular e interrumpido en varios lugares, con una ligera protuberancia hacia el noroeste. El interior del cráter es llano y sin rasgos destacables.

## Cráteres satélite
Por convención estos elementos son identificados en los mapas lunares poniendo la letra en el lado del punto medio del cráter que está más cercano a Spörer.
|        | \| Spörer \| Coordenadas \| Diámetro \| \| ------ \| -------------------------- \| -------- \| \| A \| 3°24′S 2°06′O / -3.4, -2.1 \| 5 km \| |          |
| Spörer | Coordenadas | Diámetro |
| A      | 3°24′S 2°06′O / -3.4, -2.1 | 5 km     |